# Атід (комуна)
Атід (рум. Atid) — комуна у повіті Харгіта в Румунії. До складу комуни входять такі села (дані про населення за 2002 рік):
- Інлечень (187 осіб)
- Атід (1173 особи) — адміністративний центр комуни
- Крішень (695 осіб)
- Кушмед (423 особи)
- Шиклод (359 осіб)

Комуна розташована на відстані 238 км на північ від Бухареста, 59 км на захід від М'єркуря-Чука, 116 км на схід від Клуж-Напоки, 98 км на північний захід від Брашова.

## Населення
За даними перепису населення 2002 року у комуні проживали 2837 осіб.
Національний склад населення комуни:
| Національність | Кількість осіб | Відсоток |
| -------------- | -------------- | -------- |
| угорці         | 2791           | 98,4%    |
| цигани         | 29             | 1,0%     |
| румуни         | 14             | 0,5%     |
| чанго          | 3              | 0,1%     |

Рідною мовою назвали:
| Мова      | Кількість осіб | Відсоток |
| --------- | -------------- | -------- |
| угорська  | 2814           | 99,2%    |
| румунська | 15             | 0,5%     |
| циганська | 8              | 0,3%     |

Склад населення комуни за віросповіданням:
| Релігія            | Кількість осіб | Відсоток |
| ------------------ | -------------- | -------- |
| реформати          | 1788           | 63,0%    |
| римо-католики      | 542            | 19,1%    |
| унітарії           | 411            | 14,5%    |
| адвентисти         | 35             | 1,2%     |
| православні        | 13             | 0,5%     |
| не релігійні       | 10             | 0,4%     |
| п'ятдесятники      | 1              | < 0,1%   |
| греко-католики     | 1              | < 0,1%   |
| не вказали релігію | 15             | 0,5%     |